# Exarcado patriarcal de África
El exarcado patriarcal de África (en ruso: Патриарший экзархат Африки, en inglés: Patriarchal Exarchate of Africa, en francés: l'Exarchat patriarcal d'Afrique) es una circunscripción eclesiástica de la Iglesia ortodoxa rusa en África. Se trata de un exarcado erigido por decisión del Santo Sínodo el 29 de diciembre de 2021. El jefe del exarcado lleva el título de "Metropolitano de Klin". El centro administrativo del exarcado es la Iglesia de Todos los Santos en Moscú, antigua embajada eclesiástica del Patriarcado de Alejandría en el territorio del Patriarcado de Moscú.
El exarcado se formó en el territorio de la jurisdicción del Patriarcado de Alejandría, como respuesta a las solicitudes de los cristianos ortodoxos de África de transferirse a la jurisdicción del Patriarcado de Moscú tras el reconocimiento por parte del Patriarcado de Alejandría de la autocefalia de la Iglesia Ortodoxa de Ucrania, la cual es considerada cismática por la Iglesia Ortodoxa Rusa.
A fecha de febrero de 2025, el exarcado cuenta con aproximadamente 350 parroquias que operan en 32 países del continente africano. En el clero del Exarcado sirven más de 250 sacerdotes, de los cuales más de 100 se encuentran en Kenia.

## Territorio y organización
El exarcado se divide en dos diócesis:
- África del Norte (Egipto, Sudán, Sudán del Sur, Etiopía, Eritrea, Yibutí, Somalia, Seychelles, República Centroafricana, Camerún, Chad, Nigeria, Níger, Libia, Túnez, Argelia, Marruecos, Cabo Verde, Mauritania, Senegal, Gambia, Malí, Burkina Faso, Guinea-Bisáu, Guinea, Sierra Leona, Liberia, Costa de Marfil, Ghana, Togo, Benín)
- África del Sur (Sudáfrica, Lesotho, Esuatini, Namibia, Botsuana, Zimbabue, Mozambique, Angola, Zambia, Malaui, Madagascar, Mauricio, Comoras, Tanzania, Kenia, Uganda, Ruanda, Burundi, República Democrática del Congo, República del Congo, Gabón, Guinea Ecuatorial, Santo Tomé y Príncipe)

## Historia

### Antecedentes
El 11 de octubre de 2018, el sínodo del Patriarcado Ecuménico de Constantinopla anunció que "procederá a otorgar la autocefalía a la Iglesia ortodoxa de Ucrania", generando una crisis jurídica con la Iglesia Ortodoxa Rusa que considera a Ucrania como parte de su territorio canónico. Esto hizo que existieran dos instituciones ortodoxas en Ucrania; la Iglesia Ortodoxa de Ucrania, encabezada por el Metropolitano Epifanio y la Iglesia Ortodoxa Ucraniana, encabezada por el Metropolitano Onofre.
Esta crisis religiosa, que antecedió a la crisis política de 2022, tuvo ecos en el continente africano, donde al menos cien clérigos solicitaron su adhesión a la Iglesia Ortodoxa Rusa. La presencia de la Iglesia Ortodoxa Rusa en África se limitaba hasta ese entonces a parroquias para la diáspora rusa en el continente africano, bajo la supervisión de la Iglesia Ortodoxa de Alejandría, sin embargo, muchos de los solicitantes eran africanos nativos que argumentaban no querer reconocer el supuesto cisma ucraniano.
En respuesta al reconocimiento de la Iglesia Ortodoxa de Ucrania (OCU) y su autocefalia, el Santo Sínodo de la Iglesia Ortodoxa Rusa el 26 de diciembre de 2019 decidió, entre otras cosas, retirar “parroquias de la Iglesia Ortodoxa Rusa ubicadas en el continente africano” de la jurisdicción del patriarcado de Alejandría y darles estatus estauropegio.

### Creación del exarcado

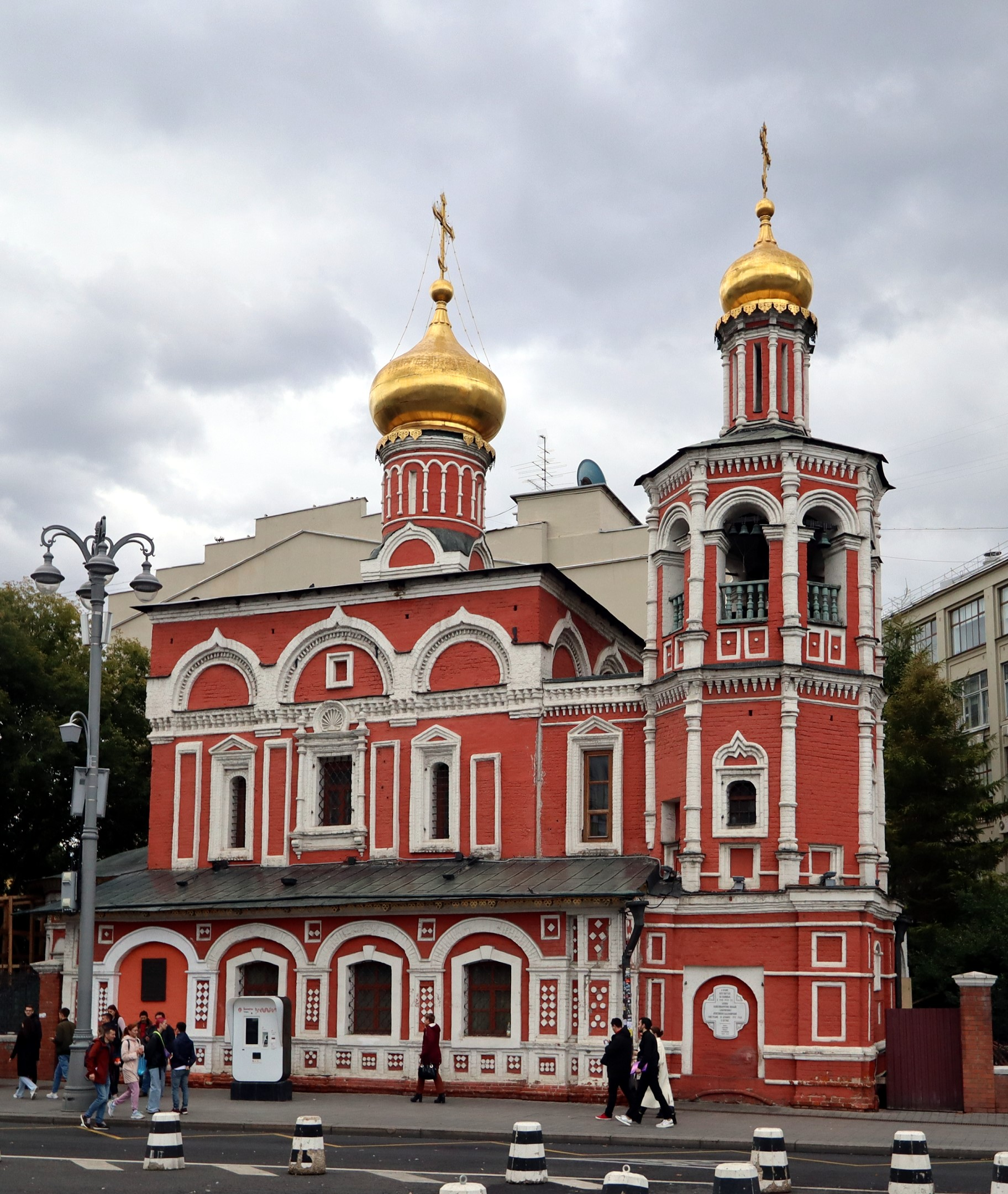
Iglesia de Todos los Santos en Moscú, centro administrativo del Exarcado del 30 de diciembre de 2021 al 8 de septiembre de 2023

En septiembre de 2021, el Santo Sínodo de la Iglesia Ortodoxa Rusa indicó que después de la ruptura de la comunión con el Patriarcado de Alejandría, “la Iglesia Ortodoxa Rusa recibió numerosas peticiones de admisión a la jurisdicción del Patriarcado de Moscú de clérigos de la Iglesia de Alejandría que no estaban de acuerdo con la decisión del Patriarca Teodoro de reconocer a los cismáticos ucranianos y aquellos que, por esta razón, no quieren estar bajo su omophorion. 
La Iglesia Ortodoxa Rusa se abstuvo de responder positivamente a tales peticiones con la esperanza de que el Patriarca Teodoro cambiara de opinión y que los jerarcas de la Iglesia de Alejandría no apoyaran la legitimación del presunto cisma ucraniano. Hasta la fecha, ninguno de los obispos de la Iglesia Ortodoxa de Alejandría ha expresado su desacuerdo con las acciones del patriarca Teodoro de apoyar el cisma ucraniano. 
Como respuesta, el  29 de diciembre de 2021, el Sínodo de la Iglesia Ortodoxa Rusa tomó la decisión de admitir a 102 clérigos del Patriarcado de Alejandría de ocho países africanos a la jurisdicción del Patriarcado de Moscú, creando así el Exarcado Patriarcal de África, que abarca todo el continente africano con islas adyacentes. Como parte del exarcado, se crearon las diócesis del Norte de África y la del Sur de África. Las parroquias estauropegias del Patriarcado de Moscú en Egipto, Túnez y Marruecos fueron asignadas a la primera, mientras que la parroquia estauropegia del Patriarcado de Moscú en Sudáfrica fue asignada a la segunda. 

### Aprobación del reglamente interno
El 24 de marzo de 2022 se aprobó el reglamento interno del exarcado por parte del Santo Sínodo de la Iglesia Ortodoxa Rusa. Dicho reglamento establece que el exarcado es una subdivisión canónica de la Iglesia Ortodoxa Rusa, el cual fue establecido con el propósito de coordinar las actividades religiosas y educativas, editoriales, sociales, educativas y misioneras de las diócesis y otras subdivisiones canónicas de la Iglesia Ortodoxa Rusa en el continente africano.
Como cualquier otra estructura de la Iglesia Rusa, el exarcado está sometido a las decisiones del Santo Sínodo. Así mismo, se establece que tanto el patriarca Cirilo de Moscú, como el exarca Leonidas, serán conmemorados en todos los servicios. Se establece también que el gobierno del exarcado recaerá en su propio Santo Sínodo, cuyas reuniones serán semestrales y estará conformado por el Metropolitano Leonidas y por quienes sean nombrados como obispos de las diócesis de África del Norte y de África del Sur.

### Relevación del exarca Leonidas
El día 11 de octubre de 2023, el Santo Sínodo de la Iglesia Ortodoxa Rusa decidió relevar al exarca de su cargo, argumentando que:
Siguiendo el informe de Su Eminencia Metropolitana Leonidas de Klin, recibido por Su Santidad Patriarca Kirill de Moscú y toda Rusia, en el que se exponen las razones que le impiden cumplir con sus deberes como Exarca Patriarcal de África, [el Sínodo resuelve] liberar al Metropolitano Leonidas de Klin de esta posición, expresando gratitud por el trabajo que ha realizado.
El obispo Constantino de Zaraisk fue nombrado exarca interino en su reemplazo el 11 de octubre del 2023.

### Constantino Ostrovski
El 12 de marzo de 2024 el obispo Constantino Ostrovski fue confirmado en el cargo de exarca patriarcal tras la anulación del Sínodo de la Iglesia Rusa de las decisiones del Sínodo de la Iglesia de Alejandría contra él y los demás jerarcas del exarcado.

## Episcopologio
- Leonidas Gorbachov, desde el 29 de diciembre de 2021[7]hasta el 11 de octubre de 2023[10]
- Constantino Ostrovski (desde el 13 de marzo de 2024)